# Mike Tindall
Vous lisez un « bon article » labellisé en 2010.
Pour les articles homonymes, voir Tindall.

a Compétitions nationales et continentales officielles uniquement.

b Matchs officiels uniquement.
Dernière mise à jour le juin 2013.
Michael James Tindall, plus simplement appelé Mike Tindall, né le 18 octobre 1978 à Otley, est un joueur de rugby à XV international anglais. Il évolue durant sa carrière qui s'étend de 1997 à 2014 au poste de centre tant en sélection nationale qu'au sein de l'effectif de Bath puis de Gloucester à partir de 2005.
Il fait ses débuts avec l'équipe d'Angleterre le 5 février 2000 contre l'équipe d'Irlande lors du Tournoi des Six Nations 2000. Comme joueur du XV anglais, il réussit le Grand Chelem dans le Tournoi des Six Nations 2003 et surtout la victoire lors de la Coupe du monde 2003 en Australie devant les tenants du titre australiens. Il est blessé lors de la Coupe du monde de rugby 2007. Il revient régulièrement en équipe nationale : il connaît des capes chaque année et participe notamment à onze Tournois des Six Nations de 2000 à 2011. Il est victime de nombreuses blessures qui perturbent sa carrière. Ainsi, alors qu'il figure comme candidat plausible à une sélection avec les Lions britanniques en tournée en 2001, 2005 ou 2009, il est écarté respectivement sur blessure au genou, au pied et de nouveau au genou.

## Repères biographiques

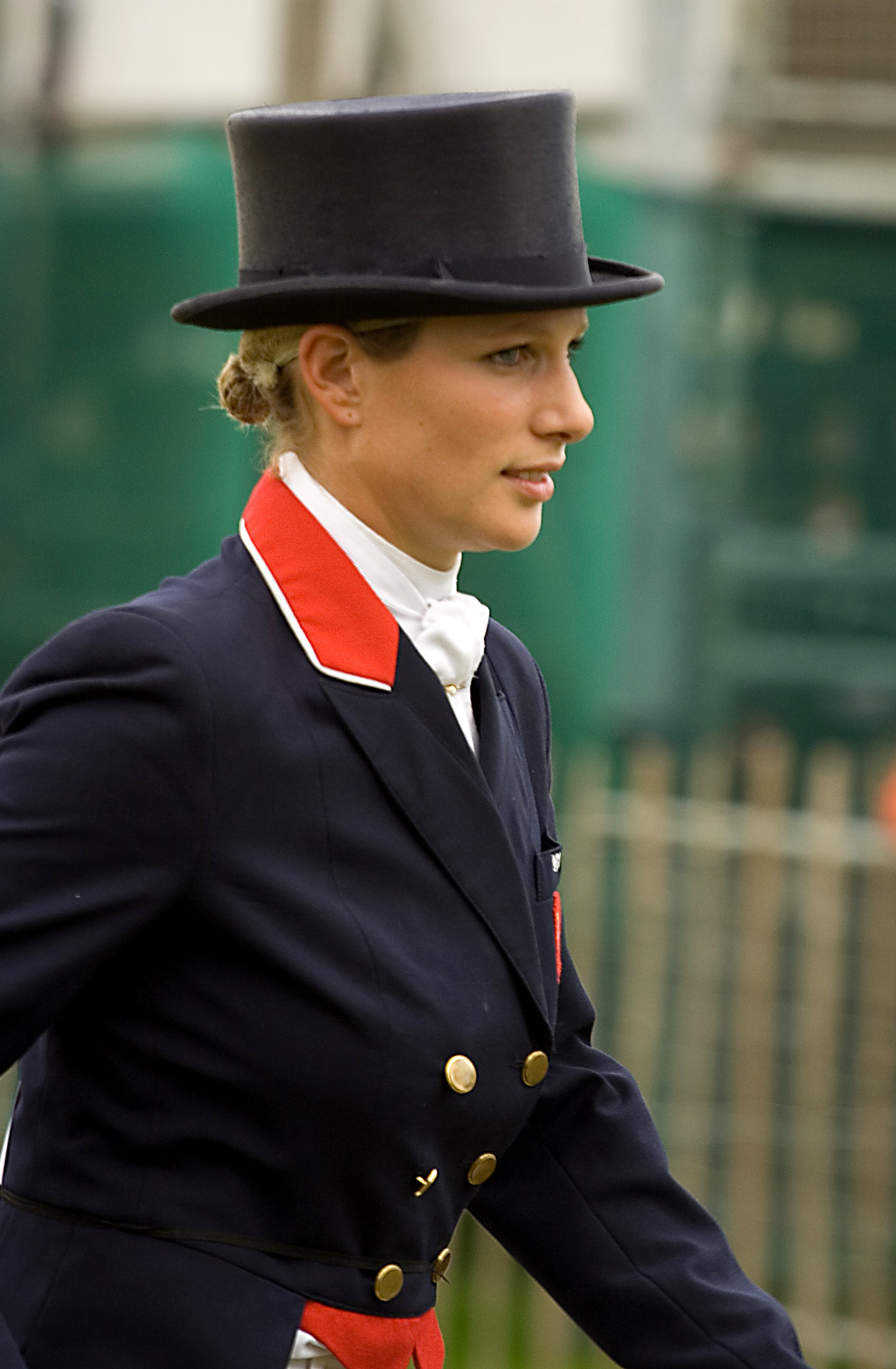
Son épouse, Zara Phillips.

Michael James Tindall naît le 18 octobre 1978 à Wakefield près de Leeds dans le comté du Yorkshire de l'Ouest. Le père de Mike, Philip, est banquier pour la Barclays, sa mère, Linda, travaille dans le social. Ses parents font leur possible pour bien élever Mike et son frère et leur inculquent les valeurs du travail et d'un salaire bien mérité. Le jeune garçon lave la voiture, tond le gazon, nettoie et passe l'aspirateur pour un peu d'argent de poche qu'il apprend à gérer. Mike Tindall est scolarisé à la Queen Elizabeth Grammar School, une grammar school située dans la ville de Wakefield, alors que son père Phil est le joueur et capitaine d'Otley. Il y découvre le rugby à XV et joue avec le club de la ville dans les équipes de jeunes. Il est retenu en sélection scolaire du Yorkshire. Il joue en équipe nationale des moins de 18 ans avec Jonny Wilkinson.
Mike Tindall a comme épouse Zara Phillips, fille de la princesse Anne du Royaume-Uni et petite-fille de la reine Élisabeth II. Le couple se fréquente depuis 2003 ; ils se sont rencontrés en Australie après la demi-finale victorieuse de l'Angleterre en Coupe du monde en novembre 2003.
Suivant la voie tracée par ses deux parents, Zara Phillips est une cavalière accomplie. En 2005, elle fait aussi bien que sa mère en remportant le titre individuel aux Championnats d'Europe de concours complet. Elle remporte également le titre par équipes avec l'équipe britannique. En 2006, elle remporte l'or en individuel et l'argent par équipe lors des Jeux équestres mondiaux à Aix-la-Chapelle devenant ainsi championne du monde de concours complet.
Ils achètent ensemble en 2009 une maison dans le Gloucestershire et y vivent. Leur mariage a lieu à l'église de Canongate à Édimbourg le 30 juillet 2011.
Le 8 juillet 2013, il est annoncé que le couple attend un enfant « pour le nouvel an ». Le 17 janvier 2014, Zara Phillips donne naissance à une fille : Mia Grace Tindall.
Le couple annonce au mois de décembre 2016 qu'ils attendent un deuxième bébé, mais la porte-parole de Zara Philips et de son mari annonce, le 24 du même mois, qu'elle a été victime d'une fausse couche.
Le 5 janvier 2018, un porte-parole du palais de Buckingham annonce que Zara Phillips est à nouveau enceinte. Le 18 juin 2018, elle donne naissance à une deuxième fille : Lena Elizabeth Tindall.
Le 6 décembre 2020, le couple annonce qu'ils attendent leur troisième enfant. Le 21 mars 2021, elle donne naissance à un garçon : Lucas Philip Tindall.

## Carrière sportive

### Débuts à Bath
Il devient professionnel avec le club de Bath après avoir terminé sa scolarité. Il intègre l'école de rugby à XV de Bath (Bath Academy). Il débute le 18 octobre 1997, le jour de ses dix-neuf ans, pour jouer six minutes au plus haut niveau contre les Bristol Shoguns. Il dispute une rencontre complète le 14 décembre contre les Saracens. Un an plus tard, lors de la saison 1998-1999, il dispute un autre match entier le 21 novembre 1998 contre les Harlequins. Du 17 avril au 1er mai, il dispute trois rencontres consécutives en inscrivant un essai lors de chaque rencontre. Le jeune centre joue en tout huit matchs de championnat. Bath termine seulement sixième du championnat que Leicester remporte. Le club ne dispute pas la Coupe d'Europe 1998-1999 car les clubs anglais se retirent volontairement de la compétition pour protester contre son organisation.
Lors de la saison 1999-2000 du championnat d'Angleterre, il dispute les vingt-deux matchs de son équipe, inscrivant six essais. Après avoir perdu les deux rencontres contre les Leicester Tigers, Bath se contente d'une honorable deuxième place ; Leicester domine le championnat avec seulement trois défaites pour dix-huit victoires et un match nul. C'est la première saison pleine de Mike Tindall. Les Anglais sont de retour en Coupe d'Europe et Bath affronte en poule le Stade toulousain, Padoue et le club gallois de Swansea RFC. Toulouse s'impose à Bath 32 à 25, les Anglais prennent leur revanche au retour. Mike Tindall, à vingt-deux ans, fait ses débuts en Coupe d'Europe. Bath s'incline 10-9 à Swansea, les Toulousains sont impeccables et se qualifient. En cinq rencontres, Toulouse gagne cinq fois. Le match retour contre Bath est une formalité et les coéquipiers du jeune centre anglais s'imposent 19-14 à Toulouse. Mike Tindall joue cinq matchs, étant mis au repos contre Padoue.

### Deux victoires dans le Tournoi des Six Nations (2000-2002)

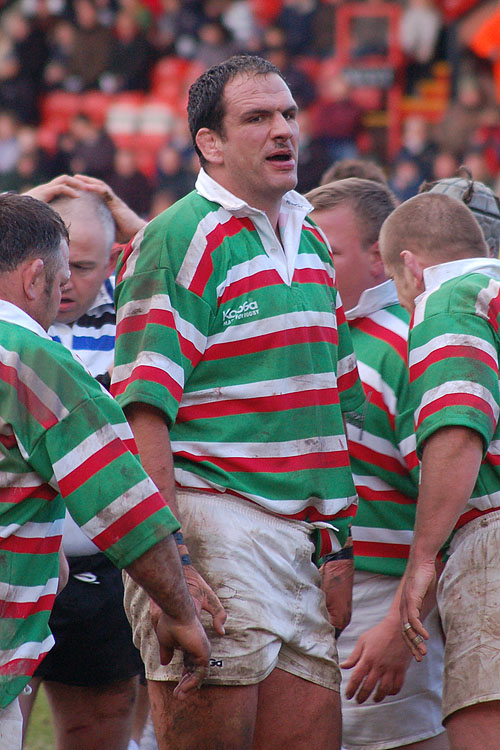
Martin Johnson et les Leicester Tigers l'emportent 22-10 contre Bath en 2001.

Mike Tindall est retenu dans le groupe qui dispute la première édition du Tournoi des Six Nations. Il honore sa première cape internationale avec l'équipe d'Angleterre le 5 février 2000 contre l'équipe d'Irlande lors du Tournoi des Six Nations 2000. Il dispute les cinq rencontres marquant un essai remarquable contre les Irlandais. L'Angleterre remporte la compétition sans pour autant réaliser le Grand Chelem en raison de sa défaite lors du dernier match contre l'Écosse. Au mois de juin, il part en tournée en Afrique du Sud, participant à la victoire 27-22 contre les Springboks à Bloemfontein.
Lors de la rencontre Saracens-Bath de championnat d'Angleterre 2000-2001 disputé le 30 décembre 2000, il inscrit deux essais pour une victoire 31-11 de son équipe à Vicarage Road. Après avoir perdu contre les Leicester Tigers 16-17, Mike Tindall a voulu faire taire les critiques, notamment celles du commentateur et ancien joueur Stuart Barnes. Le club termine à la troisième place du championnat et se qualifie pour le Zurich Championship, la phase de play-off introduite pour la première fois dans la compétition. Les coéquipiers de Mike Tindall parviennent en finale contre les Leicester Tigers après avoir éliminé en quart de finale les Newcastle Falcons 18-9 et en demi-finale les London Wasps 36-31. Les Leicester Tigers l'emportent 22-10.
Bien qu'il figure comme candidat plausible à une sélection avec les Lions britanniques en tournée en Australie en 2001, il est écarté sur une blessure au genou.
En fin d'année 2001, Mike Tindall est dans le groupe anglais pour le match de novembre contre les Springboks qui voit la victoire 29-9 du XV de la rose. Mike Catt est retenu pour son jeu au pied pour faire la paire de centres avec Will Greenwood. Contre la Roumanie, c'est Mike Tindall qui est titulaire aux côtés de Will Greenwood pour une victoire record 134-0 avec deux essais du centre de Bath.
Lors du Tournoi des Six Nations 2002, Mike Tindall retrouve le groupe de l'Angleterre, qui gagne contre l'Écosse et l'Irlande, puis s'incline contre la France au stade de France. Les Anglais gagnent ensuite leurs deux derniers matchs contre le pays de Galles et l'Italie mais la France remporte le Grand Chelem. La saison de championnat d'Angleterre 2001-2002 est très difficile pour Bath et Tindall avec une onzième place sur douze, aucune victoire à l'extérieur et quatre défaites à la maison.
Le joueur natif d'Otley participe aux test matchs de novembre où son équipe bat les trois géants de l'hémisphère sud à Twickenham à une semaine d'intervalle : des victoires 31-28 contre les All Blacks,, 32-31 contre les Wallabies, et 53-3 contre les Springboks. Cette belle série prometteuse à moins d'un an de la Coupe du monde est un message fort envoyé à tous leurs adversaires.

### Grand Chelem et Coupe du monde en 2003

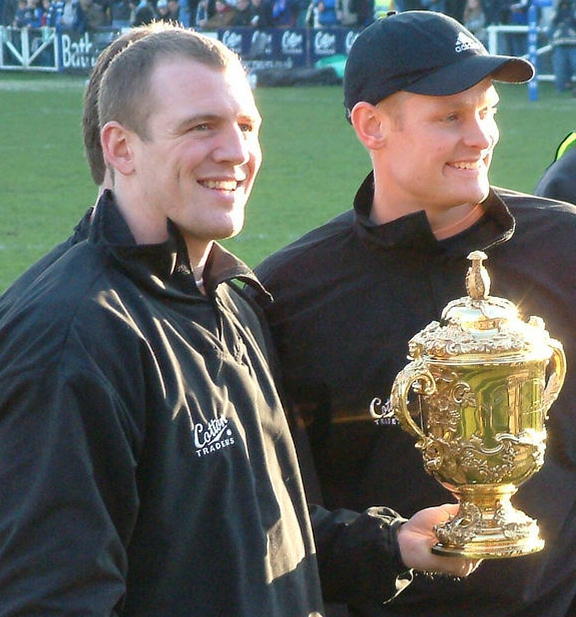
Mike Tindall et Iain Balshaw, coéquipiers à Bath et en équipe nationale, avec le trophée de la Coupe du monde. Mike Catt, présent entre les deux joueurs, est masqué.

Mike Tindall vit sa plus belle année en tant que joueur de la sélection nationale avec la conquête de deux titres majeurs de sa carrière. Il est à nouveau sélectionné pour participer au Tournoi des Six Nations 2003. Lors du match d'ouverture en février 2003, l'Angleterre défait la France 25 à 17,, avec vingt points inscrits au pied par Jonny Wilkinson et un essai de Jason Robinson. Charlie Hodgson est associé au centre à Will Greenwood. La sélection anglaise gagne ensuite contre le pays de Galles. Mike Tindall est rappelé pour jouer contre l'Italie (il inscrit un essai) et l'Écosse. Dans le même temps, l'Irlande remporte elle aussi tous ses matchs : le match entre les deux équipes à Lansdowne Road s'annonce décisif pour l'attribution du titre. L'Angleterre gagne la rencontre largement 42 à 6,, Mike Tindall inscrit l'essai décisif et l'Angleterre remporte le Tournoi en réalisant le Grand Chelem, le premier pour le centre de Bath.
Lors de la saison de championnat d'Angleterre 2002-2003, Bath ne brille pas et le club termine à une peu reluisante onzième place le championnat. Les coéquipiers de Mike Tindall se rattrapent en parvenant en finale du Challenge européen 2002-2003 au Madejski Stadium contre les London Wasps. Et après une violente altercation entre le numéro 8 des Wasps Lawrence Dallaglio et le deuxième ligne de Bath Steve Borthwick où le second donne une série de coups à la tête du premier, le joueur international de Bath est exclu. Les Wasps gagnent la rencontre 48-30, six essais à quatre. Mike Tindall sauve l'honneur en inscrivant un essai.
Après le Tournoi, le XV de la rose effectue une tournée en juin dans l'hémisphère sud. L'équipe affronte d'abord la Nouvelle-Zélande le 14 juin dans de mauvaises conditions climatiques et gagne 15-13. Les Anglais gagnent 25 à 14 contre l'Australie la semaine suivante, remportant un doublé historique. Le centre de Bath apporte encore une contribution décisive. L'Angleterre effectue des matchs de préparation avant la Coupe du monde contre la France. Johnson et ses coéquipiers surclassent les Français en marquant cinq essais pour une victoire 45 à 14 alors que la France l'emporte 17-16 sur une équipe anglaise fortement modifiée. Mike Tindall inscrit le seul essai anglais.

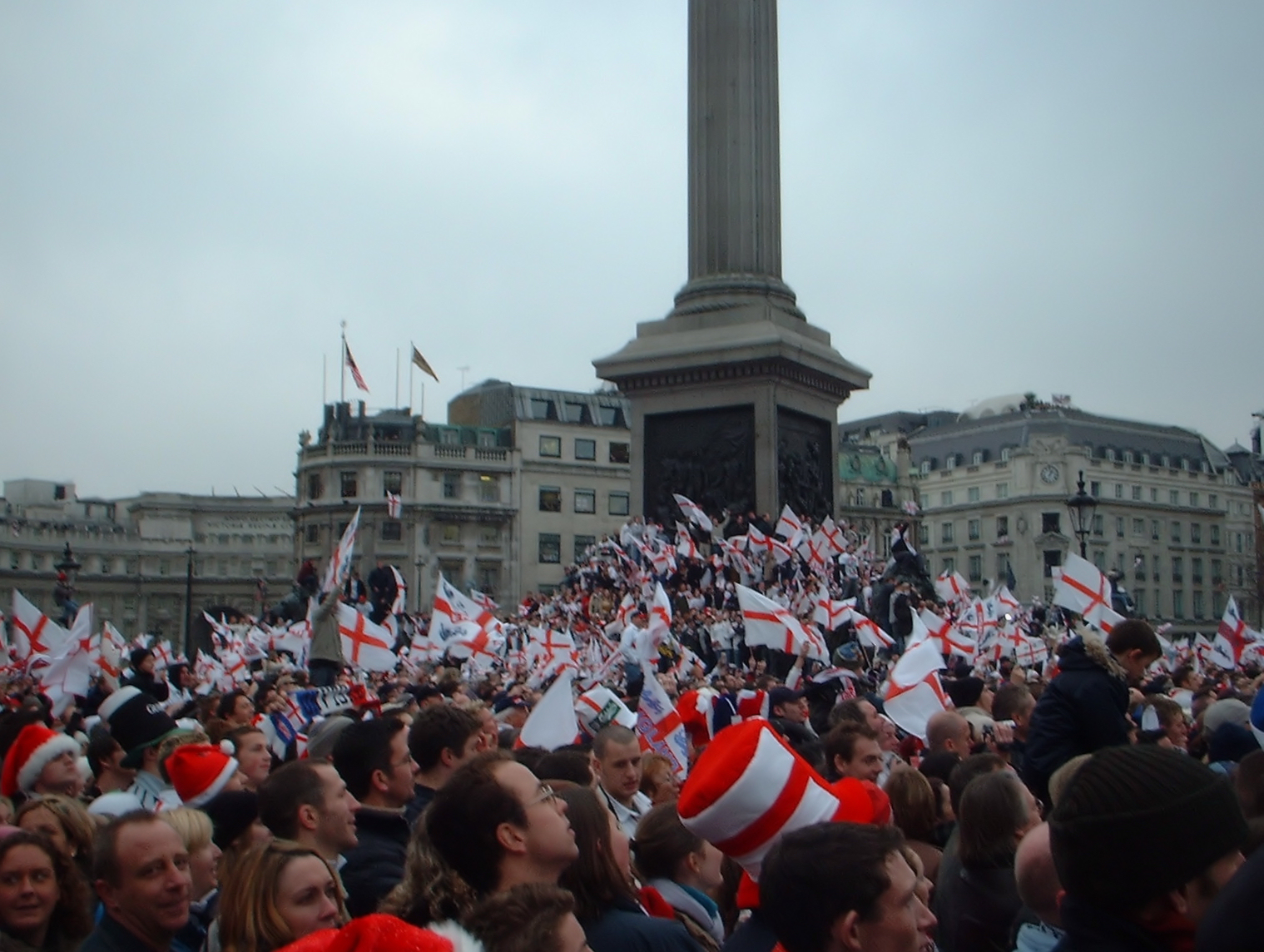
Célébrations à Trafalgar Square après la victoire de l'Angleterre en Coupe du monde.

Au mois d'octobre, l'Angleterre débute la Coupe du monde 2003 à Subiaco Oval et s'impose facilement 84-6 contre la Géorgie. Mike Tindall est associé au centre à Will Greenwood, le joueur de Bath inscrit un essai. Lors du second match de poule contre les Springboks, Wilkinson marque vingt des vingt-cinq points de l'équipe et Will Greenwood un essai pour une victoire 25 à 6. La troisième rencontre contre les Samoa est remportée difficilement 35-22 et Martin Johnson est critique : son équipe n'a pas convaincu et doit se remettre en cause,. Enfin, l'Angleterre s'impose largement 111-13 dans le dernier match contre l'Uruguay, durant lequel Mike Tindall est laissé au repos. L'équipe finit donc à la première place de la poule C et se qualifie pour la suite de la compétition. Lors des quarts de finale, le XV de la rose défait 28-17 le pays de Galles au Suncorp Stadium. En demi-finale, les Anglais retrouvent la France qu'ils battent 24 à 7 avec un Jonny Wilkinson auteur de tous les points de l'équipe et un Mike Catt positionné en second ouvreur, Mike Tindall est alors remplaçant et entre en fin de rencontre. Lors de la finale contre l'Australie, le centre de Bath est titulaire et les deux équipes sont à égalité 17 partout lors des prolongations quand Jonny Wilkinson passe un drop du pied droit à 26 secondes de la fin du temps réglementaire, assurant la première victoire de l'Angleterre en Coupe du monde,. Bien que certains, comme David Campese, dénoncent un style de jeu anglais « ennuyeux », l'Angleterre de Mike Tindall décroche la coupe Webb Ellis.

### Finaliste du championnat (2003-2005)

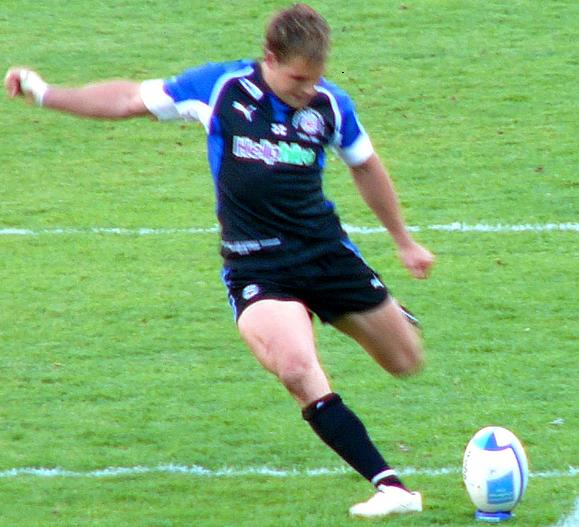
Oliver Barkley partenaire en club de 2001 à 2005.

Après la victoire en Coupe du monde, Mike Tindall retrouve Bath dans le championnat anglais qui a déjà débuté depuis plus de deux mois. Il enchaîne avec le match retour du premier tour du challenge européen contre L'Aquila. Il dispute ensuite un match avec le XV anglais champion du monde contre les Barbarians néo-zélandais dans le cadre de la célébration de leur victoire en Coupe du monde, il inscrit un essai. Une blessure à la cheville contractée en décembre 2003 avec son club contre Saracens le prive du début du Tournoi 2004. Après le match perdu 13-19 contre l'Irlande, Mike Tindall est rappelé pour jouer le pays de Galles à Twickenham pour une victoire 31-21. L'Angleterre perd le dernier match du Tournoi 21-24 contre la France qui réussit le Grand Chelem. Imanol Harinordoquy et Dimitri Yachvili brillent, pas les coéquipiers de Mike Tindall.
Lors de la saison de championnat d'Angleterre 2003-2004, Bath domine la phase de poule et le club termine à la première place. Il se qualifie pour la phase finale et la Coupe d'Europe 2004-2005. La saison se termine sur une phase de play-off. L'équipe arrivée en tête de la phase régulière est directement qualifiée pour la finale. Les équipes classées deuxième et troisième se rencontrent lors d'une demi-finale. Le vainqueur de ce match affronte le leader de la phase régulière en finale pour l'attribution du titre. Les coéquipiers de Mike Tindall parviennent directement en finale. Les London Wasps éliminent en demi-finale les Northampton Saints 57-20 et s'imposent en finale contre les favoris 10-6 à Twickenham. Le titre échappe à Mike Tindall et ses coéquipiers. Entre les échéances internationales et les soucis de santé, le centre international de Bath ne joue que quatre matchs de championnat et un de Coupe d'Europe avec son club.
Mike Tindall est retenu pour la tournée de juin en Nouvelle-Zélande. Les All Blacks battent largement 36-3 et 36-12 les Anglais. Une nouvelle lourde défaite attend le XV de la rose contre les Wallabies. Les champions du monde ont perdu leur superbe. Pour les matchs internationaux de l'automne 2004, Mike Tindall est retenu et participe au festival offensif contre le Canada en inscrivant un essai pour un score final de 70-0. Le match suivant contre les Springboks a plus valeur de test, c'est Charlie Hodgson qui brille, auteur de 27 points, pour une sixième victoire consécutive de la Rose contre l'Afrique du Sud.
Mike Tindall souffre d'une fissuration de l'os du deuxième orteil lors de la rencontre Leinster 30-11 Bath du 30 octobre et de l'épaule après la rencontre perdue 29-23 contre Benetton Trévise le 4 décembre. Le club ne parvient pas à se qualifier pour la phase finale de Coupe d'Europe 2004-2005. Le joueur manque le Tournoi des Six Nations 2005 sur blessures à l'épaule et au pied. Il subit une intervention chirurgicale au pied. Avec de nouvelles blessures, la saison en club de Mike Tindall est courte avec six matchs joués de septembre à novembre pour quatre essais inscrits. Le club termine à la quatrième place du championnat d'Angleterre 2004-2005. Il est logiquement candidat à une sélection avec les Lions britanniques en tournée en Nouvelle-Zélande en 2005 mais ne peut y répondre favorablement en raison de ses blessures.

### Toujours au plus haut niveau malgré les blessures (2005-2014)

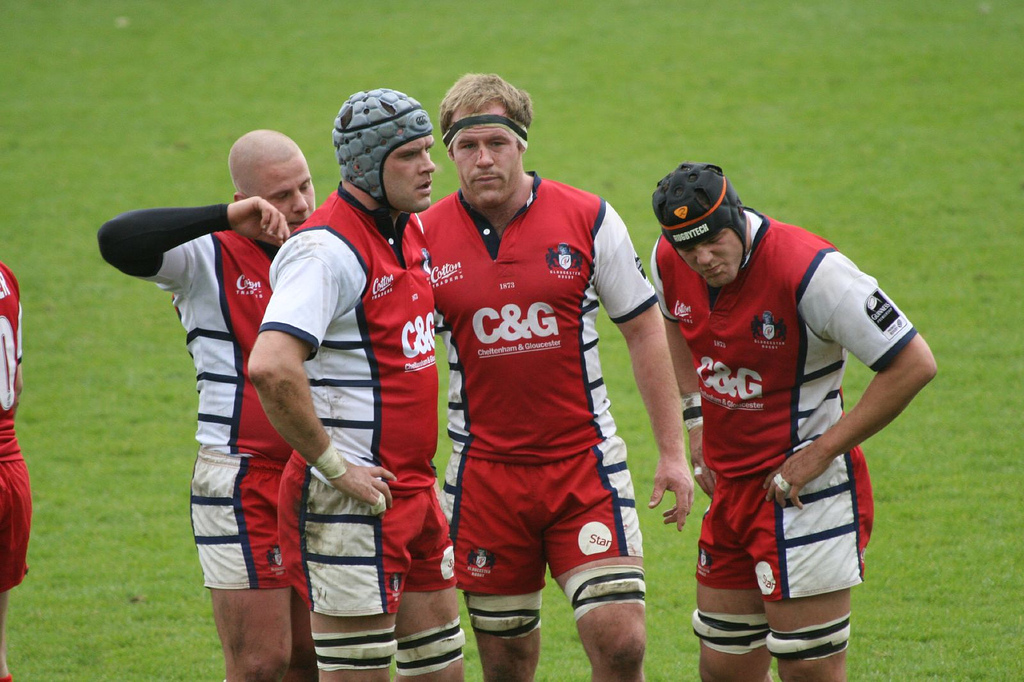
Les nouveaux partenaires en club de Mike Tindall, les joueurs de Gloucester en novembre 2005.

En février 2005, il signe pour un contrat de trois ans avec le club voisin de Gloucester qu'il rejoint l'été suivant. Tindall part pour Kingsholm après un bail de huit ans à Bath : il ne parvient pas à s'entendre avec le président de son ancien club, Andrew Brownsword. Après une indisponibilité de huit mois, il fait sa rentrée avec Gloucester lors d'un match de pré-saison en août 2005 contre Calvisano, puis il joue avec son nouveau club la première rencontre de championnat à Worcester. Il retrouve l'équipe d'Angleterre pour les tests de novembre malgré la concurrence. Depuis la Coupe du monde 2003, l'Angleterre a usé de neuf centres, Mike Tindall a connu sept partenaires.
Lors du Tournoi des Six Nations 2006, Mike Tindall retrouve le groupe de l'Angleterre, qui gagne contre le pays de Galles 47-13 avec un essai du centre de Gloucester. Il marque de nouveau contre l'Italie. La suite est plus difficile avec trois défaites anglaises 18-12 contre l'Écosse, 31-6 contre la France, 28-24 contre l'Irlande. Mike Tindall mis en cause, et soutenu par son entraîneur n'est pas titulaire lors du dernier match et reste sur le banc. Gloucester termine le championnat 2005-2006 à la cinquième place. La saison est toutefois récompensée par un trophée, le Challenge européen 2005-2006 gagné en finale 36-34 contre les London Irish après un parcours de neuf victoires en neuf rencontres. Mike Tindall a disputé huit rencontres, inscrivant quatre essais. Avec quatorze matchs de championnat disputés, compte tenu de ses indisponibilités pour les sélections, il a réalisé une saison satisfaisante avec son nouveau club.
En 2007 il retrouve l'équipe nationale anglaise pour disputer le Tournoi des Six Nations 2007. L'équipe s'impose contre l'Écosse 42-20 pour le premier match du nouveau sélectionneur Brian Ashton. L'Angleterre bat par la suite l'Italie sans convaincre. Il ne peut rien faire contre l'Irlande à Croke Park, un match perdu 43-13. Il est associé au revenant Mike Catt contre la France pour une victoire 26-18, où il inscrit le premier essai. Mike Tindall est victime d'une infection du genou et déclare forfait pour la dernière rencontre du Tournoi.
Lors de la rencontre Newcastle Falcons-Gloucester de championnat d'Angleterre 2006-2007, Mike Tindall est victime d'une fracture de sa jambe droite lors d'un choc avec Toby Flood. Il entame une rééducation forcenée après l'opération. Son club termine en tête de la première phase du championnat, il a joué douze rencontres sur vingt-deux possibles. Ses coéquipiers dominent les Saracens en demi-finale 50-9 avant de trébucher en finale contre les Leicester Tigers.
Brian Ashton préfère ne pas retenir le centre de Gloucester pour la Coupe du monde 2007 : « Mike Tindall a travaillé très dur pour se rétablir après sa blessure, et il court depuis la semaine dernière. Mike ne joue pas au rugby de haut niveau depuis des mois. »

Gloucester est qualifié pour la Coupe d'Europe 2007-2008 et brille lors de la première journée de poule en s'imposant 32-14 en Irlande contre la province de l'Ulster. Avec cinq essais inscrits et le point de bonus offensif, la performance lance bien les coéquipiers de Mike Tindall. Il inscrit un essai sur une passe de Iain Balshaw, il sprinte pour scorer. Le club anglais reçoit et gagne les Ospreys, se déplace à Bourgoin-Jallieu et l'emporte 31-7 avec le bonus. Mike Tindall prend un coup sur le tibia mais est présent pour le match retour remporté 51-27 ; la qualification est presque acquise. Les Ospreys l'emportent 32-15 chez eux, Mike Tindall et ses coéquipiers assurent un quart de finale à la maison en s'imposant 29-21 contre la province irlandaise pour le dernier match de poule. En janvier 2008, il signe pour un nouveau contrat de trois ans avec son club. Mike Tindall est surpris lors de l'annonce du groupe retenu pour le Tournoi des Six Nations 2008. Son club est en tête du championnat, « nous faisons des performances semaine après semaine » s'exprime-t-il. Et seulement trois joueurs sont retenus dans le groupe de 32 : Tindall, Iain Balshaw et Lesley Vainikolo. Mike Tindall a joué huit matchs sur dix de championnat au 20 janvier 2008, et six matchs de Coupe d'Europe sur six, apportant sa contribution à la bonne marche du club. Son coéquipier Vainikolo, ancienne vedette du rugby à XIII, avec 149 essais en 152 matchs en Super League avec les Bradford Bulls, a inscrit neuf essais en neuf matchs de championnat.
Le 2 février 2008, lors du match Angleterre-Galles perdu 19-26, le centre de Gloucester encaisse un rude coup à la soixante-quatrième minute. Le placage de Mark Jones déplace une côte, qui perfore un poumon et perce un trou dans son foie. Il doit être admis à l'hôpital Hammersmith de Londres pour deux jours de soins intensifs. Sa fin de saison est compromise. Il est absent du quart de finale de Coupe d'Europe Gloucester-Munster dominé par les Irlandais 16-3. Mike Tindall est toutefois rétabli au mois d'avril et rejoue en club le 12 avril 2008, il rentre en fin de match lors de la victoire 39-15 contre les Saracens,. Il enchaîne avec un match entier lors de la victoire 39-16 contre Leeds une semaine plus tard,. Gloucester RFC termine la phase régulière du championnat d'Angleterre 2007-2008 en tête puis est battu en demi-finale par Leicester Tigers. 
Le centre de Gloucester est retenu pour la tournée en Nouvelle-Zélande de l'équipe d'Angleterre en juin 2008. L'Angleterre est battue 37-20 et 44-12.
Lorsque le nouveau sélectionneur Martin Johnson rend publique la première sélection des trente-deux joueurs retenus pour l'équipe nationale, le centre de Gloucester n'y figure pas et est reversé avec les Saxons, la réserve ou équipe B.

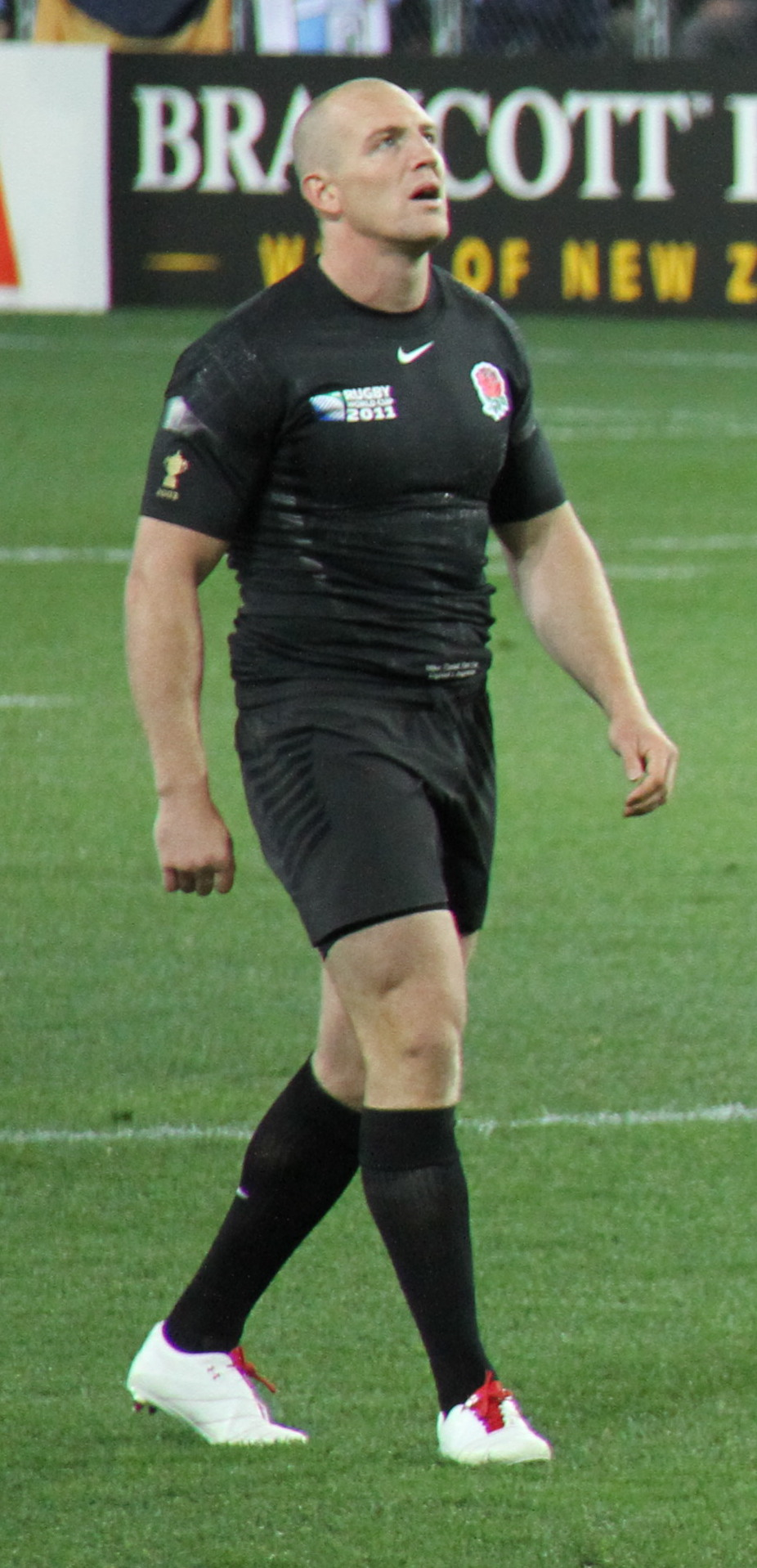
Mike Tindall pendant la Coupe du monde 2011.

Le 27 décembre 2008, en championnat, le centre de Gloucester inscrit un doublé contre le club de Bristol pour une victoire 29-10.
Le joueur de Gloucester est à nouveau sélectionné pour participer au Tournoi des Six Nations 2009. Lors de la semaine d'entraînement précédant le match d'ouverture contre l'Italie, Mike Tindall renonce pour une blessure au dos, l'Angleterre l'emporte 36-11. Mike Tindall remplace Jamie Noon pour la rencontre contre le  pays de Galles, l'Angleterre s'incline 23 à 15 au pays de Galles et Martin Johnson est frustré en raison des deux cartons jaunes obtenus par Mike Tindall et Andy Goode qui coûtent cher à l'équipe,. L'Angleterre subit une nouvelle défaite contre les Irlandais sur le score de 14 à 13 et l'indiscipline anglaise pénalise l'équipe et rend furieux l'entraîneur. La sélection remporte le match contre la France 34-10 après avoir mené 29-0, le match contre l'Écosse 26-12 et termine à la seconde place derrière l'Irlande qui réalise le Grand Chelem. Le joueur de Gloucester a formé une paire de centres avec Riki Flutey, le joueur des London Wasps d'origine néo-zélandaise.

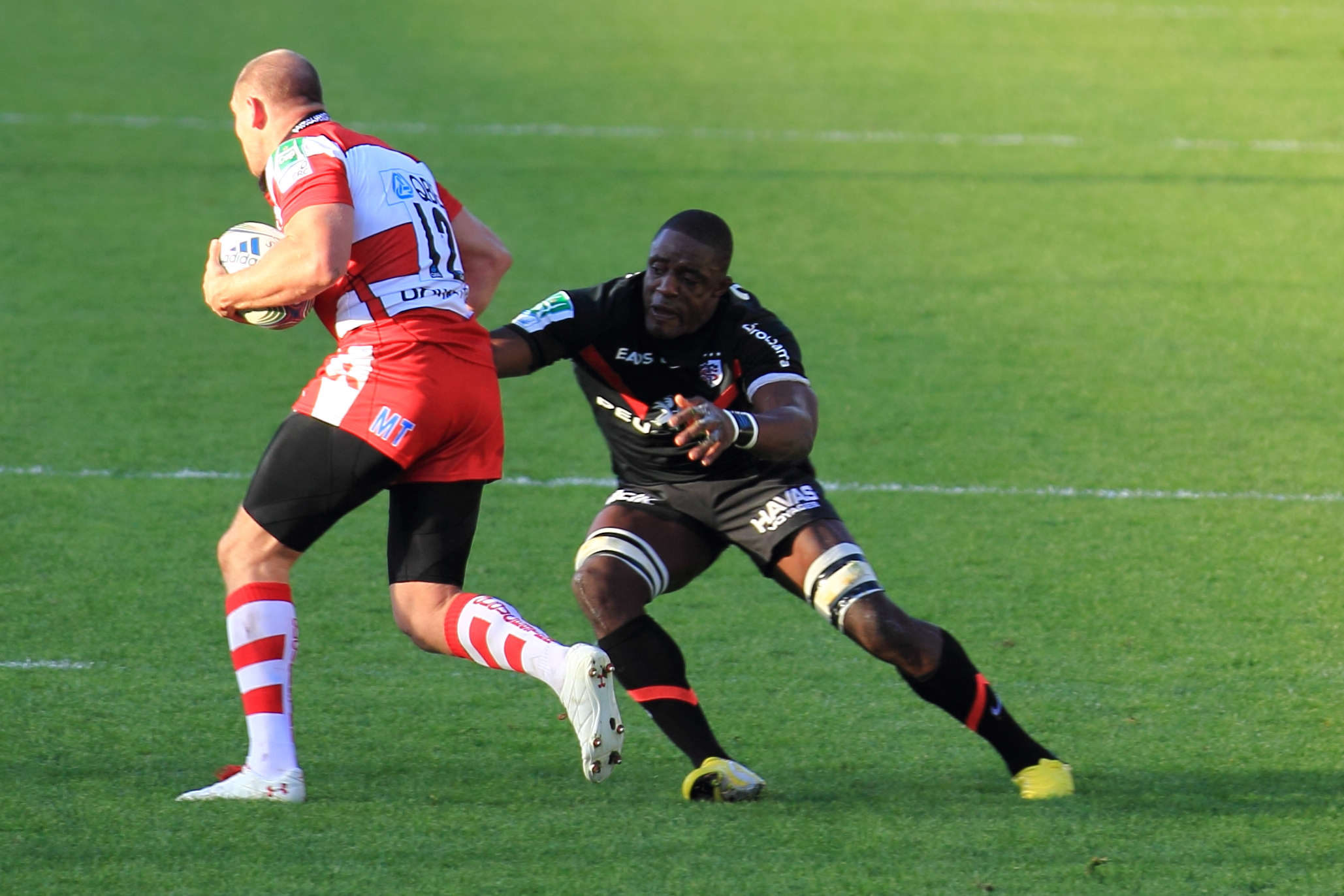
Le 13 novembre 2011, Tindall et le club de Gloucester s'inclinent contre le Stade toulousain 21-17.

Le 28 mars 2009, en demi-finale de la Coupe d'Angleterre de rugby à XV, Gloucester s'impose 17-0 face aux Ospreys mais Mike Tindall se blesse au genou sur un placage de Sonny Parker alors que l'annonce de la liste des Lions britanniques en tournée en 2009 est une question de semaines. Les espoirs sérieux de Mike Tindall de connaître une sélection s'envolent, le joueur gallois numéro 8 Gareth Delve le remplace comme capitaine de l'équipe de Gloucester. Le 18 avril, sans Tindall, le club de Gloucester s'incline lourdement contre les Cardiff Blues 12-50. Malgré cette défaite, l'équipe dispute tout de même la Coupe d'Europe 2009-2010, termine la saison à la sixième place du championnat d'Angleterre 2008-2009 et ne dispute pas les phases finales.
En championnat d'Angleterre 2009-2010, le centre anglais se blesse une première fois lors de la victoire sur Leeds le 4 octobre. Lors de la rencontre de reprise Sale Sharks-Gloucester fin octobre, Mike Tindall est victime d'une rechute de sa blessure à la cuisse qui le tient écarté des terrains près de quatre mois. Il revient pour le match retour Gloucester 47-3 Sale fin février, rentre en jeu et joue quarante minutes. Il joue un match complet contre les London Wasps, qui attire l'œil des observateurs. En mars 2010, Mike Tindall retrouve l'équipe d'Angleterre pour le dernier match du Tournoi 2010 au Stade de France pour contrer la puissance de Mathieu Bastareaud. La France l'emporte 12-10 et réussit le Grand Chelem. Mike Tindall a réussi son retour. Après une nouvelle blessure contre Leeds, le centre de Gloucester est titulaire et capitaine pour le choc en Challenge européen contre les London Wasps le 11 avril 2010 pour un match perdu 42-26. C'est le dernier challenge de la saison pour Mike Tindall et son club, trop éloigné au championnat. Ce sont pourtant les joueurs de Londres Danny Cipriani et Tom Varndell qui s'illustrent. Le joueur de Gloucester enchaîne sur un nouveau temps de jeu de 80 minutes la semaine suivante.
Mike Tindall retrouve le groupe anglais pour la tournée de juin et il débute les deux premiers test matchs contre les Australiens,. Il joue quelques rencontres de la nouvelle saison de championnat 2010-2011 avant d'être retenu avec l'Angleterre pour le test-match contre les All Blacks. Il joue une heure titulaire contre l'Australie pour une « brillante » victoire 35-18,.
Mike Tindall est retenu comme centre et comme capitaine pour jouer le Tournoi des Six Nations, il gagne les quatre premiers matchs avant de déclarer forfait pour le dernier match. Tindall est ensuite sélectionné pour la Coupe du monde. Il devient le centre anglais le plus capé en match de préparation, dépassant Will Carling et ses 72 capes. Il participe à trois matchs de poule mais est absent lors de l'élimination de l'équipe anglaise contre la France en quart-de-finale. Pendant cette Coupe du monde, son comportement hors des terrains fait réagir la presse anglaise,. Après la Coupe du monde et en raison de ces débordements, Tindall reçoit une amende et est exclu à vie de l'équipe nationale par sa fédération. Mike Tindall fait appel de la décision de sa fédération, l'amende est réduite et son exclusion annulée. Le joueur a l'impression de jouer le rôle de bouc émissaire. Il réintègre son club, joue deux rencontres de championnat avant d'affronter le Stade toulousain et de perdre 21-17 non sans avoir mis en danger le club toulousain. Mike Tindall est impliqué dans les deux essais de son équipe. À la fin de cette saison, il demande un contrat de deux ans pour rester à Gloucester, ce qui est refusé par le club qui l'annonce un temps partant. L'éventualité d'un départ en France est évoquée. Finalement, le joueur et son club se mettent d'accord sur un contrat d'un an d'entraîneur-joueur. Il signe également un contrat similaire l'année suivante. En fin de saison, Jonny Wilkinson et Iain Balshaw arrêtent leur carrière laissant Tindall comme le dernier champion du monde 2003 en activité. Cela ne dure que quelques jours car Tindall annonce également son retrait.

## Palmarès

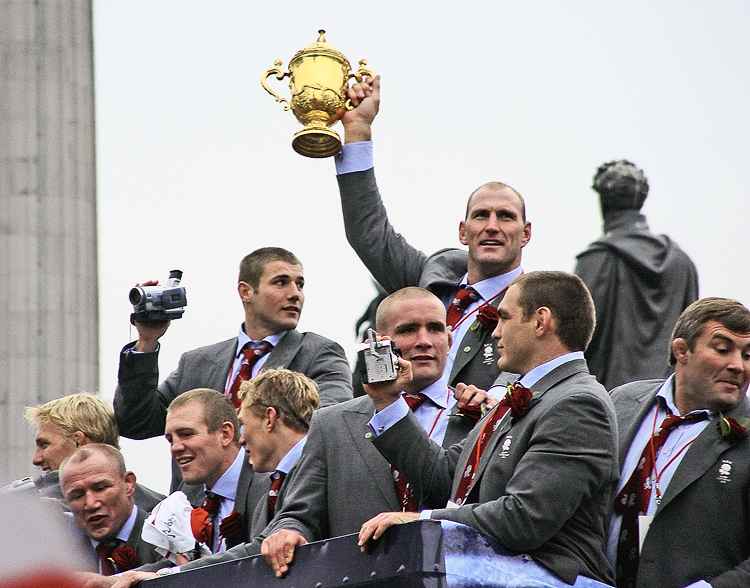
Triomphe pour les Anglais champions du monde en 2003.

Le titre de Champion du monde 2003 reste l'exploit le plus retentissant de la carrière de Mike Tindall.

### En club
En six saisons passées avec Bath, Mike Tindall joue chaque année la coupe d'Europe et sur le plan national, il dispute le championnat d'Angleterre terminant régulièrement aux six premières places sans toutefois remporter le titre. Le club avait pourtant gagné ce championnat cinq fois dans un passé récent entre 1991 et 1996. Il termine vice-champion d'Angleterre en 2004, finaliste du challenge européen 2002-2003 et de la coupe d'Angleterre 2005. Avec Gloucester qu'il rejoint en 2005, il évolue également au plus haut niveau et il conquiert le challenge européen 2005-2006.
Trois fois, lors des saisons de 2003-2004, 2006-2007 et 2007-2008, son club termine en tête de la première phase sans qu'il puisse s'imposer en phase finale.

### En équipe nationale
Le joueur natif de Wakefield participe à deux coupes du monde, avec un titre de champion du monde 2003. Il remporte également quatre Tournois en 2000, 2001, 2003 et 2011, réalisant le Grand Chelem en 2003.

#### Coupe du monde
| Édition               | Rang              | Résultats Angleterre | Résultats M. Tindall | Matchs M. Tindall |
| --------------------- | ----------------- | -------------------- | -------------------- | ----------------- |
| Australie 2003        | Champion du monde | 7 v, 0 n, 0 d        | 6 v, 0 n, 0 d        | 6/7               |
| Nouvelle-Zélande 2011 | Quart-de-finale   | 4 v, 0 n, 1 d        | 3 v, 0 n, 0 d        | 3/5               |

Légende : v = victoire ; n = match nul ; d = défaite.

#### Tournoi
| Édition          | Rang | Résultats Angleterre | Résultats M. Tindall | Matchs M. Tindall |
| ---------------- | ---- | -------------------- | -------------------- | ----------------- |
| Six Nations 2000 | 1    | 4 v, 0 n, 1 d        | 4 v, 0 n, 1 d        | 5/5               |
| Six Nations 2001 | 1    | 4 v, 0 n, 1 d        | 1 v, 0 n, 0 d        | 1/5               |
| Six Nations 2002 | 2    | 4 v, 0 n, 1 d        | 4 v, 0 n, 1 d        | 5/5               |
| Six Nations 2003 | 1    | 5 v, 0 n, 0 d        | 3 v, 0 n, 0 d        | 3/5               |
| Six Nations 2004 | 3    | 3 v, 0 n, 2 d        | 1 v, 0 n, 1 d        | 2/5               |
| Six Nations 2006 | 4    | 2 v, 0 n, 3 d        | 2 v, 0 n, 3 d        | 5/5               |
| Six Nations 2007 | 3    | 3 v, 0 n, 2 d        | 3 v, 0 n, 1 d        | 4/5               |
| Six Nations 2008 | 2    | 3 v, 0 n, 2 d        | 0 v, 0 n, 1 d        | 1/5               |
| Six Nations 2009 | 2    | 3 v, 0 n, 2 d        | 2 v, 0 n, 2 d        | 4/5               |
| Six Nations 2010 | 3    | 2 v, 1 n, 2 d        | 0 v, 0 n, 1 d        | 1/5               |
| Six Nations 2011 | 1    | 4 v, 0 n, 1 d        | 4 v, 0 n, 0 d        | 4/5               |

Légende : v = victoire ; n = match nul ; d = défaite ; la ligne est en gras quand il y a Grand Chelem.

## Statistiques

### En club
Mike Tindall participe notamment à 38 matchs de coupe d'Europe et 22 rencontres de challenge européen au cours desquels il marque respectivement 6 et 8 essais.

### En équipe nationale
En onze années, Mike Tindall dispute 75 matchs avec l'équipe d'Angleterre au cours desquels il marque quatorze essais et deux transformations (74 points). Il participe notamment à onze Tournois des Six Nations (35 matchs) et à deux coupes du monde en 2003 et 2011 pour un total de neuf rencontres disputées en deux participations,.

## Style

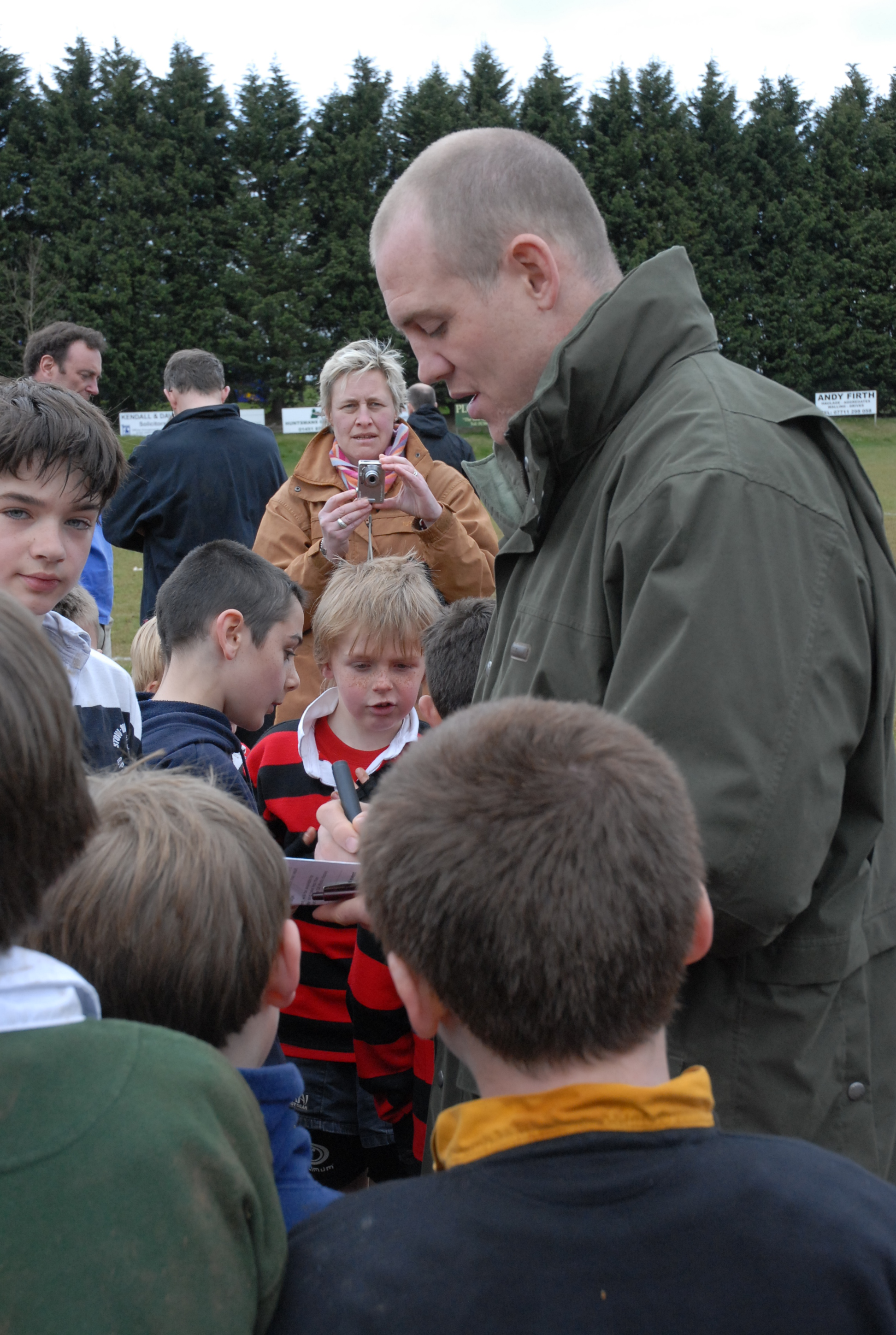
Séance d'autographes.

Mesurant 1,85 m pour plus d'une centaine de kilogrammes, il joue sur ses qualités physiques pour plaquer, courir et créer des brèches pour le bénéfice de ses coéquipiers. Les différents sélectionneurs en place du XV de la rose de 2000 à 2010 ont maintenu leur confiance dans ce joueur. Selon Martin Johnson, Mike Tindall apporte trois qualités à la ligne arrière du XV d'Angleterre: « la masse, l'expérience et le leadership ». La percussion permet de faire reculer l'équipe adverse, de désorganiser sa défense. Par contre, le joueur souffre régulièrement des chocs et déplore des blessures aux chevilles, pieds et épaules.

## Honneurs
Mike Tindall est nommé membre de l'Empire britannique en 2004 pour avoir gagné la Coupe du monde avec l'équipe d'Angleterre,. Il est l'un des derniers champions du monde anglais titulaires à être présent dans la liste de joueurs de Martin Johnson avec Phil Vickery et Jonny Wilkinson.
- 2004 : Ordre de l'Empire britannique.
- 2012 : Médaille du jubilé de diamant d'Élisabeth II
- 2022 : Médaille du jubilé de platine d'Élisabeth II
- 2023 : Médaille du couronnement de Charles III

## Revenus extra-sportifs et train de vie
La professionnalisation du rugby à XV démarre en 1995 avec Jonah Lomu en fer de lance. Elle se poursuit et s'accentue dans les années 2000. Les sportifs voient alors leur statut évoluer et le monde du rugby à XV bascule vers un business de plus en plus important. Mike Tindall a à ses débuts à Bath un revenu modeste de dix mille livres sterling ; la campagne mondiale victorieuse de 2003 associée à un statut de vedette connue dans la « planète Ovalie », lui permet de négocier son contrat à la hausse. Il a un agent qui gère ses droits.
En 2000, il achète avec son partenaire de club Iain Balshaw un appartement à Bath d'une valeur de cent dix mille livres sterling, qu'il rénove et aménage, augmentant sa valeur. Il rachète par la suite les parts de Balshaw. Il investit dans un appartement à Dubaï. Lors d'un concours sur ITV, il gagne un prix de vingt-cinq mille livres au bénéfice d'une œuvre de charité pour la maladie de Parkinson, maladie dont souffre son père.

## Incartades
Le 8 janvier 2009, Tindall est condamné à une suspension de permis de trois ans et à une amende de 500 livres sterling pour conduite en état d'ivresse. C'est la conséquence d'un contrôle policier sur l'autoroute britannique M4 le 15 mars 2008, à 10 h 45 du matin le lendemain d'une journée arrosée au festival de Cheltenham Racing avec Zara Phillips. Le 14 mars 2008, il boit trois bières dans l'après-midi, sept verres de champagne lors de la soirée. Une fois arrivé au restaurant, il consomme une nouvelle bière, une vodka et une boisson énergisante.
Lors de la Coupe du monde 2011, le comportement de Tindall hors des terrains fait réagir la presse anglaise,. Après la Coupe du monde et en raison de ces débordements, Tindall reçoit une amende et est exclu à vie de l'équipe nationale par sa fédération.